# Cordylanthus maritimus
Cordylanthus maritimus là loài thực vật có hoa thuộc họ Cỏ chổi. Loài này được Nutt. ex Benth. mô tả khoa học đầu tiên năm 1846.

## Hình ảnh

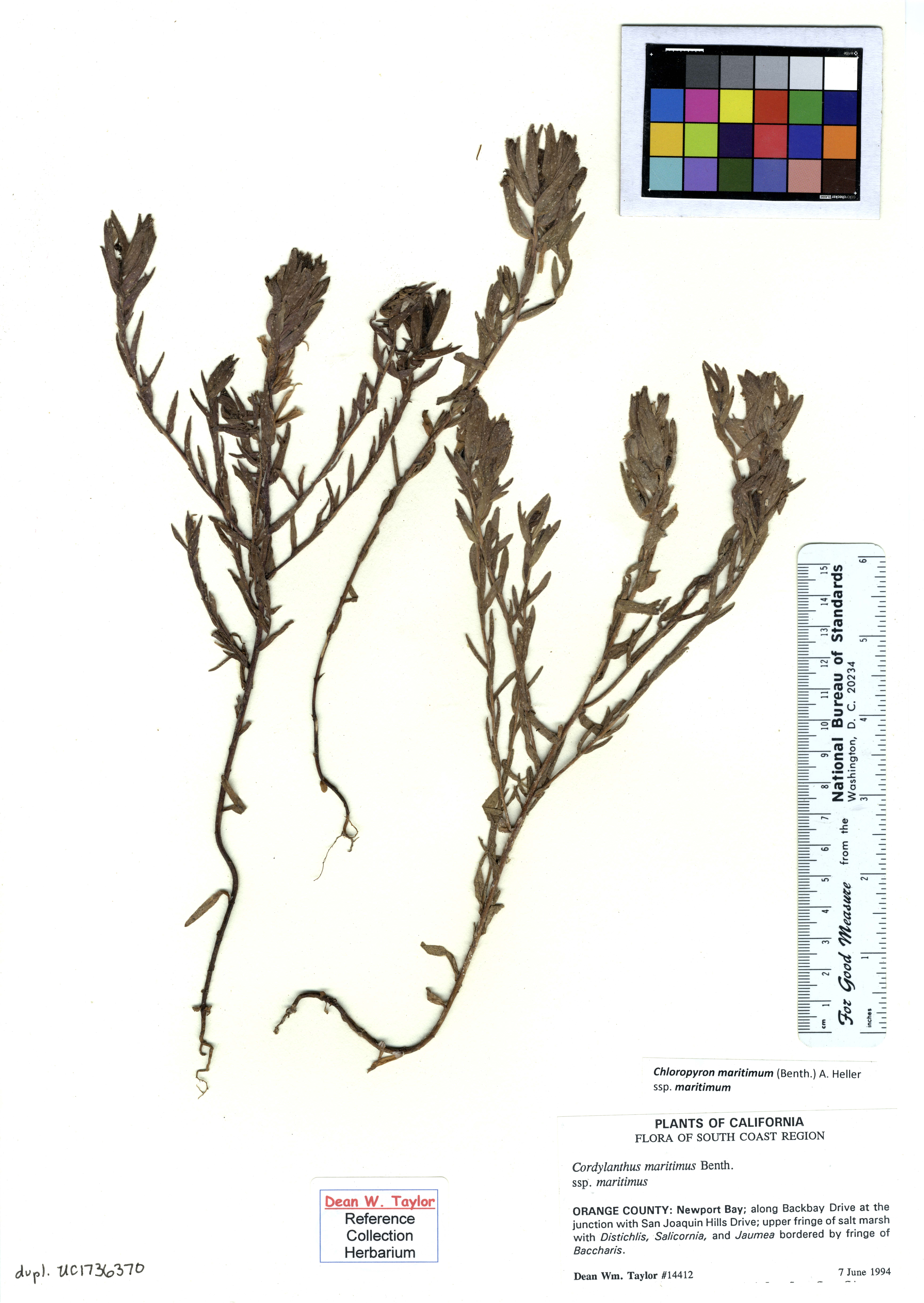
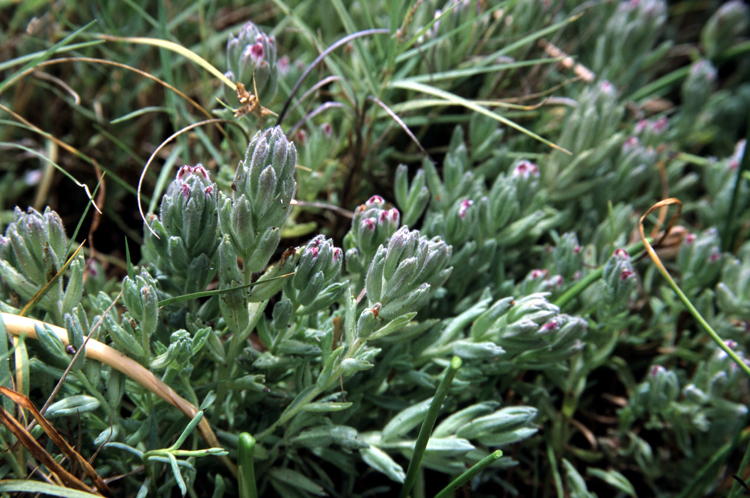
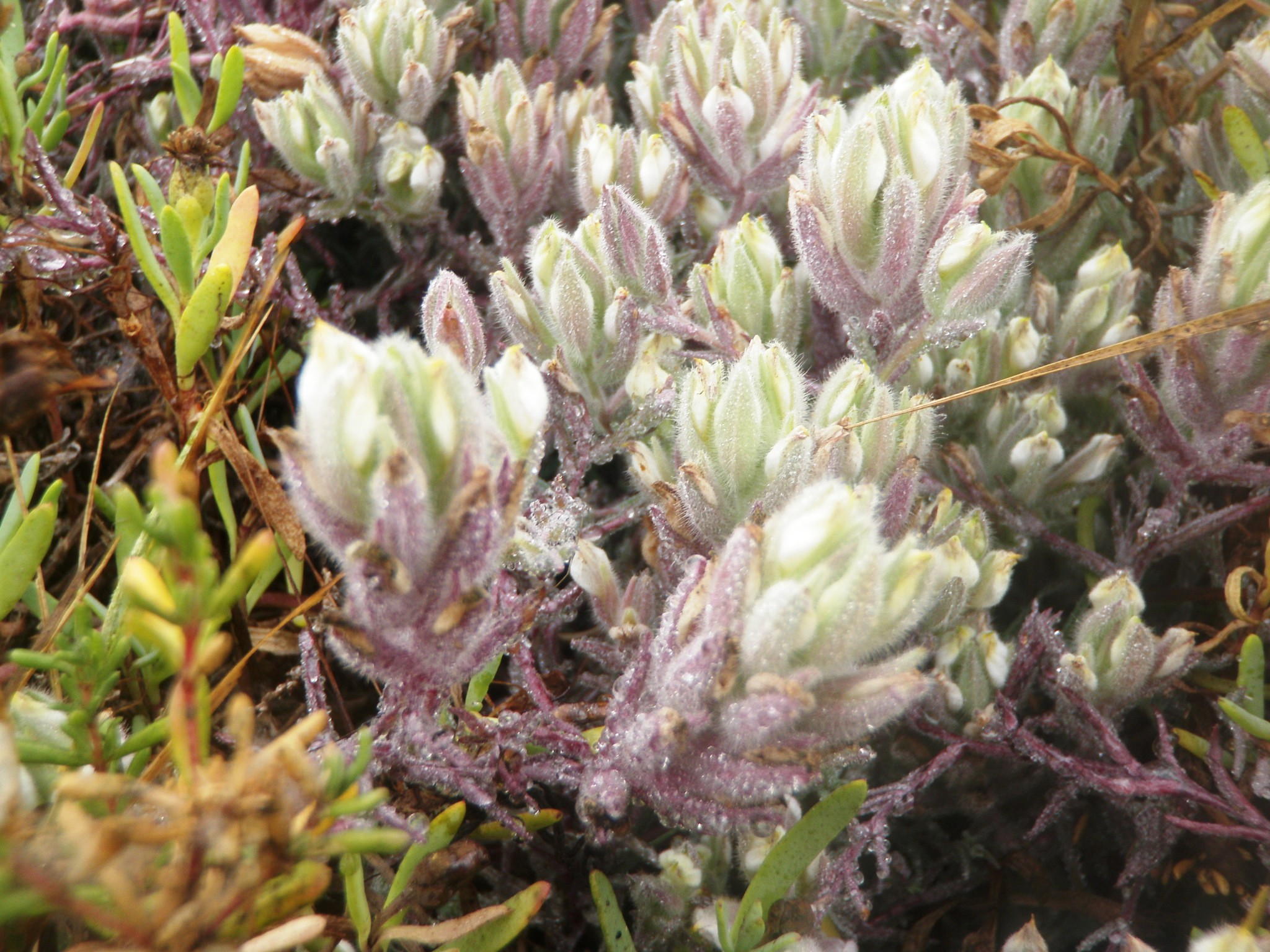